# Gustav Lantschner
Gustav Adolf Lantschner (ur. 12 sierpnia 1910 w Innsbrucku  – zm. 19 marca 2011 w Krailling) – austriacki narciarz alpejski reprezentujący także III Rzeszę, wicemistrz olimpijski, trzykrotny medalista mistrzostw świata.

## Kariera
W 1931 roku Gustav Lantschner wystartował na pierwszych w historii mistrzostwach świata odbywających się w Mürren. W swoim jedynym starcie zajął tam piąte miejsce w biegu zjazdowym, tracąc do podium blisko 10 sekund. Na rozgrywanych rok później mistrzostwach świata w Cortina d'Ampezzo w tej samej konkurencji wywalczył złoty medal, wyprzedzając bezpośrednio dwóch Szwajcarów: Davida Zogga i Otto Furrera. W slalomie zajął tam dziesiąte miejsce, wystarczyło to jednak do zdobycia brązowego medalu w kombinacji, w której wyprzedzili go tylko Otto Furrer i kolejny Austriak, Hans Hauser. Kolejny medal wywalczył podczas mistrzostw świata w Innsbrucku, zajmując drugie miejsce w slalomie. W zawodach tych rozdzielił swego rodaka, Antona Seelosa oraz Szwajcara Fritza Steuriego. Na tej samej imprezie był też szesnasty w zjeździe, co dało mu piąte miejsce w kombinacji. W 1936 roku wystartował na igrzyskach olimpijskich w Garmisch-Partenkirchen reprezentując Niemcy, których obywatelstwo otrzymał pół roku wcześniej. Po zjeździe do kombinacji zajmował trzecie miejsce, tracąc do prowadzącego Birgera Ruuda z Norwegii 10,8 sekundy. W slalomie okazał uzyskał drugi wynik, co dało mu srebrny medal. Ostatecznie wyprzedził go tylko inny reprezentant III Rzeszy, Franz Pfnür, a trzecie miejsce zajął Émile Allais z Francji.
Po zakończeniu kariery sportowej został aktorem. Pracował między innymi przy filmach Leni Riefenstahl: Olimpiada i Triumf woli oraz Burza nad Mont Blanc Arnolda Fancka. Był członkiem SS. W czasie II wojny światowej pracował jako korespondent wojenny. Po wojnie wyjechał do Argentyny, jednak wrócił do Niemiec Zachodnich w latach 60'.
Lantschner był autorem pierwszego rekordu szybkości na nartach – w 1930 roku osiągnął prędkość 105,675 km/h.
Jego siostry: Ingeborg i Hadwig oraz kuzyn Hellmut Lantschner także uprawiali narciarstwo alpejskie.

## Osiągnięcia

### Igrzyska olimpijskie
| Miejsce | Dzień    | Rok  | Miejscowość            | Konkurencja | Czas biegu | Strata    | Zwycięzca   |
| ------- | -------- | ---- | ---------------------- | ----------- | ---------- | --------- | ----------- |
| 2.      | 9 lutego | 1936 | Garmisch-Partenkirchen | Kombinacja  | 99,25 pkt  | -2,99 pkt | Franz Pfnür |

### Mistrzostwa świata
| Miejsce | Dzień     | Rok  | Miejscowość       | Konkurencja | Czas biegu | Strata     | Zwycięzca     |
| ------- | --------- | ---- | ----------------- | ----------- | ---------- | ---------- | ------------- |
| 5.      | 20 lutego | 1931 | Mürren            | Zjazd       | 4:27,2     | +34,8      | David Zogg    |
| DNS     | 23 lutego | 1931 | Mürren            | Slalom      | 0:54,6     | -          | David Zogg    |
| 1.      | 15 lutego | 1932 | Cortina d’Ampezzo | Zjazd       | 5:10,0     | -          | -             |
| 10.     | 6 lutego  | 1932 | Cortina d’Ampezzo | Slalom      | 1:26,1     | +13,3      | Friedl Däuber |
| 3.      | 6 lutego  | 1932 | Cortina d’Ampezzo | Kombinacja  | 97,555 pkt | +4,255 pkt | Otto Furrer   |
| 16.     | 8 lutego  | 1933 | Innsbruck         | Zjazd       | 5:07,0     | +31,0      | Walter Prager |
| 2.      | 9 lutego  | 1933 | Innsbruck         | Slalom      | 2:29,9     | +9,9       | Anton Seelos  |
| 5.      | 9 lutego  | 1933 | Innsbruck         | Kombinacja  | 96,10 pkt  | +3,77 pkt  | Anton Seelos  |